# Jeanne Roos

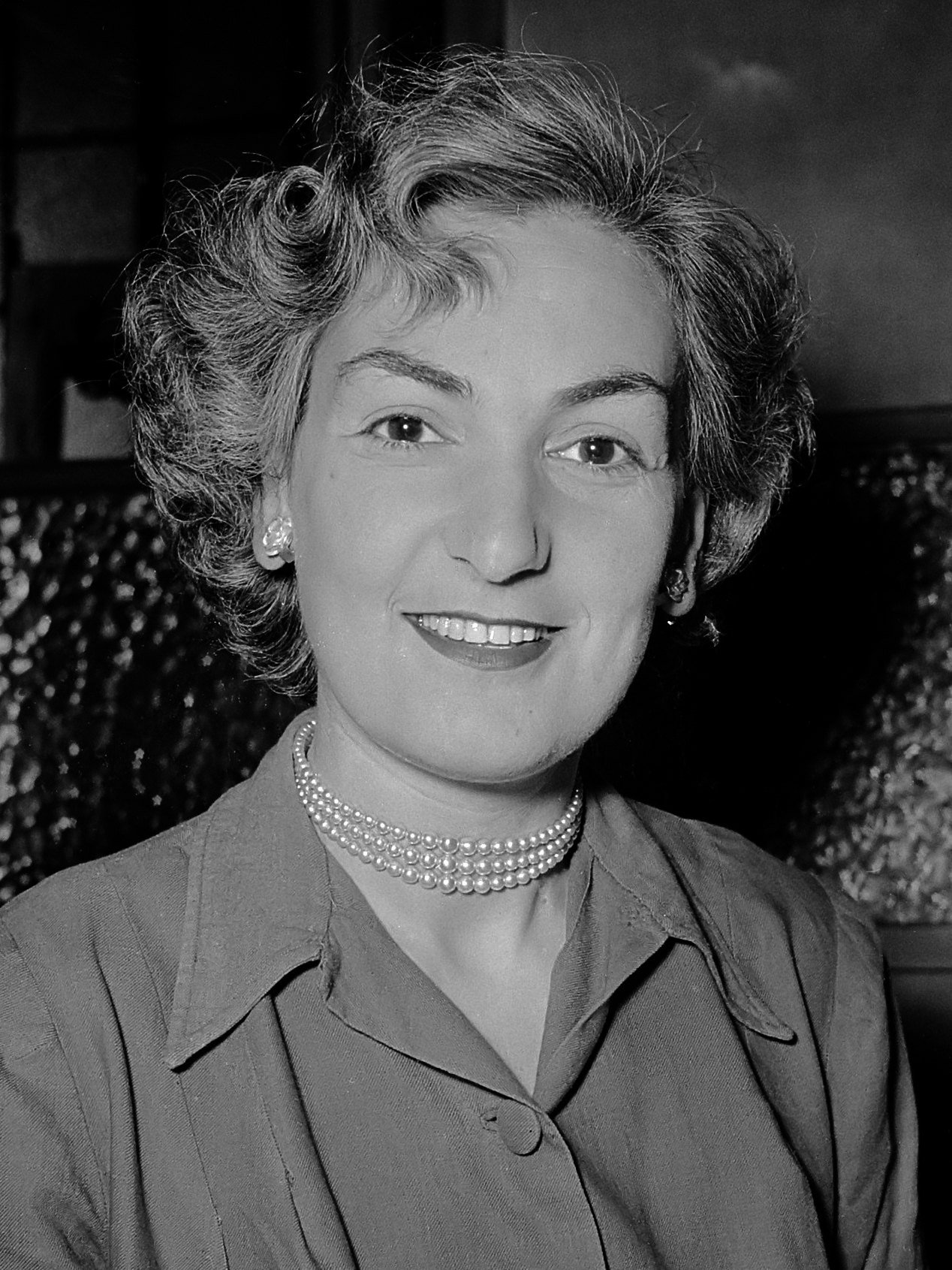
Jeanne Roos kondigde als eerste televisie-omroepster op 2 oktober 1951 het programma van de Nederlandse Televisie Stichting aan (1951)

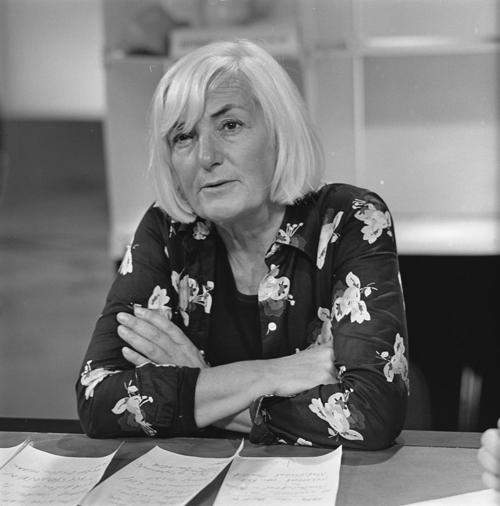
Jeanne Roos in 1974

Jeanne Marianne Roos (Den Haag, 12 oktober 1916 – Amsterdam, 30 juni 2001) was een Nederlands journaliste en was tevens de eerste omroepster van de Nederlandse Televisie Stichting (NTS).
Als Nederland in 1940 wordt bezet, is ze als journaliste werkzaam voor het Algemeen Handelsblad. Zij wordt op 15 juli 1941 ontslagen, tegelijk met alle andere Joodse medewerkers. In 1942 verbrandt ze haar Jodenster en vanuit de onderduik wordt ze actief in het verzet.
Roos was na de oorlog journaliste voor Het Parool. Ze schreef het kinderfeuilleton Gijsbert Konijn en had een huishoudelijke rubriek: 'Tip van Roos'. Roos was ook moderedactrice, vroeg Marte Röling voor het maken van modetekeningen, en schreef later op haar eigen 'Roos pagina'. Ze was bevriend met schrijfster Annie M.G. Schmidt met wie ze in De Inktvis zat, een Amsterdams journalistencabaret dat op de Paroolredactie was ontstaan. Paroolmedewerker Simon Carmiggelt ontleende zijn pseudoniem Kronkel aan de naam van een worm uit Roos' feuilleton. Zelf gebruikte ze soms het pseudoniem 'Marianne Smeets'. Ze was ondergedoken in Voorthuizen in het ‘Jorishuis’ van Betsie Rudersdorff aan de Wolsbergerweg tijdens de oorlog, maar i.v.m. huiszoeking Grüne Polizei (ze verstopte zich op de hei, samen met Betsie, Hannie en vierjarig Joods jongetje) vetrok ze uit veiligheidsoverwegingen naar Amsterdam om daar in het verzet te gaan. Marianne Smeets was ook de naam die ze gebruikte als koerierster tijdens haar jaren in het verzet, vervalste Arbeitseinsatzkaarten, bracht Duitse versterkingen in kaart en was koerierster voor de verzetsgroep ‘Three Castles’.
In 1952 trouwde zij met de cineast Theo van Haren Noman, met wie zij één zoon kreeg, Philippe (1955). Zij scheidden in 1972.

## Televisie
Tijdens de eerste officiële televisie-uitzending op dinsdagavond 2 oktober 1951 was Roos de eerste persoon die in beeld kwam. Toen zij 'op' moest wist zij naar eigen zeggen geen woord meer van de tekst die ze had ingestudeerd. Toch opende ze de avond met de passende woorden "Goedenavond dames en heren. Vanavond is het een heel bijzondere avond."
Toen het beeld als gevolg van een stroomstoring in het Utrechtse elektriciteitsnet dreigde weg te vallen moest zij wederom improviseren. Met de woorden "Wij hopen over drie minuten in de huiskamer terug te zijn" stelde zij de kijkers gerust. Na afloop van deze storing sprak zij: "Wij komen pas kijken, maar tenslotte komt u ook pas kijken".
In de jaren vijftig trad Jeanne Roos vaak op als panellid in radiospelletjes. Op late leeftijd speelde zij de rol van dominante bejaarde in enkele films van filmmaker Theo van Gogh, waaronder Eva uit 1994.
Roos overleed in de nacht van 29 op 30 juni 2001 op 84-jarige leeftijd in een Amsterdams ziekenhuis. Ze werd op 5 juli 2001 gecremeerd in het crematorium Velsen.